# 大南 (臺灣)
大南，原寫為大湳，是臺灣臺中市新社區的一個傳統地域名稱，位於該區中部偏西南。相較於今日行政區，其範圍大致包括崑山里東部、大南里不含最北端、復盛里西部凸出部分、協成里不含南部及東北部邊界地帶及西北部。

## 歷史
台灣清治末期，大南地區為一街庄，稱為「大湳庄」，隸屬於捒東上堡。該庄輪廓南北狹長，北與仙塘坪庄為鄰，東與新社庄、鳥銃頭庄、水底藔庄為鄰，南邊為頭汴坑庄，西邊為大坑庄、馬力埔庄、七份庄。。
1901年（日明治三十四年）11月，全台廢縣廳改設二十廳，該庄隸屬於臺中廳。1903年（明治三十六年）6月，該庄編入「新社區」，仍隸屬於臺中廳。1909年（明治四十二年）10月，全台二十廳合併為十二廳，新社區隸屬不變。1920年（大正九年），全台地方制度大改正，該庄改制並雅化為「大南」大字，隸屬於臺中州東勢郡新社庄，大字下有「大南」、「番社嶺」小字名。
戰後新社庄改制為新社鄉，隸屬於臺中縣，大字亦改制為村。1950年10月，中、彰、投分治，新社鄉隸屬不變。2010年12月，隨著臺中縣、市合併為直轄臺中市，新社鄉改制為新社區，村亦改制為里。

## 聚落
本地區發展較早的大湳聚落是當地平埔族群之一噶哈巫族，在日治期初期的官方地圖上已有記載。此外，本地區尚有新一村、水頭（廖厝）、上社、八叢樹下、三嵙口、新五村、茅埔角、大嵙底、食水井等聚落。

## 交通
市道129號（中和街三段～二段）是石岡區土牛至大里區塗城的道路，大致以北北西－南南東走向轉北向南再轉西向東再轉東北－西南走向經過大南地區北部。由該道路向北北西轉東北可前往新社市區、土牛並止於省道台3線路口，向西南可前往馬力埔、大坑、廍子、三汴、太平東北部、頭汴坑西端、車籠埔、番子寮（部分路段與塗城交界）、草湖並止於省道台3線另一路口。
區道中93線（協中街）是社寮角至茅埔角的道路，大致以西北－東南走向轉北向南經過本地區南部。由該道路向西北可前往馬力埔南部及西部、七分、仙塘坪、新社西北角、社寮角並止於省道台3線路口，向南繞大彎轉北北東再轉東偏南可前往水底寮地區中部偏西北湖興聚落西北側並止於區道中95線路口。
區道中94線是七分至新社的道路，大致先以西南－東北走向經過本地區北部凸出部分西北側邊界地帶，再以西北西－東南東走向經過本地區北側邊界後轉北北東出境，再以北向南轉西北－東南走向再轉東北－西南走向再轉西北－東南走向再轉北向南經過本地區東北端。由該道路最西段向西南可前往七分並止於區道中93線路口，由最東段向南轉東蜿蜒而行可前往新社市區並止於舊縣道129號（中和街四段）路口。
區道中96線（東山街）是馬力埔至新三村的道路，其東側端點位於本地區中部偏東北的新三村聚落西南側區道中97-1線路口。由此向西經區道中97線路口續行，出境後轉西南可前往馬力埔地區的新二村並止於市道129號路口。
區道中97線（興中街）是大湳至中興嶺的道路，其北側端點位於本地區北部大南聚落東側的市道129號路口。由此向南經區道96線、94線路口後續行，出境後轉西南可前往馬力埔西南側並止於區道中93線路口。
區道中97-1線（華豐街、華豐五街、華豐街）是大湳至食水井的道路，其北側端點位於本地區北部大南國小西側的區道中97線路口。由此向東轉南南東再轉南經區道中96線路口後續行，其後轉東再轉南南東再轉南經區道中98線路口後續行，可前往本地區東南茅埔角附近並止於區道中93線路口。
區道中98線是水井至東興的道路，大致以西南西－東北東走向轉西向東經過本地區中部偏南地帶。由該道路向西南西轉西北可前往馬力埔並止於中興嶺聚落西南側的區道中93線路口，向東可前往水底寮中北部上水底寮（東興）聚落南側並止於區道中95線路口。

## 學校
- 大南國小
- 協成國小